# Passiflora foetida
Passiflora foetida je biljka povijuša koja daje jestive plodove. Potječe s jugozapada SAD-a, iz suptropskih dijelova Teksasa i Arizone. Drugi nazivi za nju su divlja maracuja, santo papa, marya-marya,  marigouya (na Antilima), bonbon koulèv (na Réunionu), poc-poc, passiflore poc-poc, marie-goujat, grenadille-caméléon,  pomme liane collant, wild water lemon, stinking passionflower, love-in-a-mist ili running pop.
Vrsta je polimorfna. Killip ju je klasificirao u 37 podvrsta.

## Sinonimi
- Dysosmia foetida (L.) M. Roemer
- Granadilla foetida (L.) Gaertner
- Passiflora foetida var. hispida (Candolle ex Triana & Planchon) Killip
- Passiflora hispida Candolle ex Triana & Planchon
- Tripsilina foetida (L.) Rafinesque

## Opis
Listovi su dlakavi. imaju dvije do pet resica. Kad ih se prelomi, daju neugodan miris. Po tom neugodnom smradu je ova biljka dobila i latinsko ime foetida (smrdljiva).Cvjetovi su blijedokremaste boje. Širine su 5-6 cm u promjeru.
Plod je okrugao, 2-3 cm u promjeru, od žutkasto-narančaste boje do crvene, kad dozrije. U pulpi se nalaze mnogobrojne crne sjemenke. Omiljena su hrana pticama, koje šire njene sjemenke.
Na svojim izdancima luči ljepljivu tvar na koju se uhvate kukci. Zahvaljujući toj tvari, smanjeno je izjedanje njenih mladih cvjetova i plodova. Tvar sadrži digestivne enzime. Nije poznato probavlja li zarobljene kukce. Trenutno se ovu vrstu smatra predmesožderskom biljkom.
Tolerira suhi okoliš, no unatoč tome, voli vlažna područja. U nekim krajevima ju smatraju invazivnom vrstom.

## Primjena
Plodovi su veličine kumkvata. Sadrže plavkasto-bijelu pulpu koja je blago slatka i delikatna okusa. Na Filipinima plod ove biljke je kolokvijalno znan kao marya-marya ('Mala Marija') i santo papa (zbog svoje sličnosti s papinom mitrom).
Njeni mladi listovi i vrhovi su također jestivi. Suhi listovi se koriste u vijetnamskoj narodnoj medicini radi olakšanja problema sa snom.

### Etnofarmakologija
U narodnoj medicini u Brazilu se koristi za izradu losiona za liječenje upalnih dermatoza i erizipela. U Nigeriji se listovi koriste za pripravke kojima se liječi histerija i nesanica. U Indiji se listovi koriste za liječenje vrtoglavice i glavobolje. Dekokt se koristi za astmu. Na Réunionu se listovi smatraju emmenagogičnim i koriste se za liječenje histerije. 

## Galerija
- Listovi.
- Cvijet.
- Ljepljivi izdanci.
- Listovi i ljepljivi izdanci.
- Passiflora foetida - Museum specimen